# جانغ دونغ يون
جانغ دونغ يون (الكورية: 장동윤) (من مواليد 12 يوليو 1992) هو ممثل كوري جنوبي اشتهر بأدواره القيادية في المسلسل التلفزيوني الشهير School 2017 

## النشأة
بعد تخرجه من المدرسة الثانوية، بدأ دونغ يون خدمته العسكرية الإلزامية في مايو 2012 وتم تسريحه في فبراير 2014.

## فيلموغرافيا

### افلام
| عام  | عنوان         | الدور    | ملاحظة                | مرجع  |
| ---- | ------------- | -------- | --------------------- | ----- |
| 2018 | ايام جميلة    | زين تشين |                       | [ 4 ] |
| 2020 | تشغيل بوي ران | دو ووم   |                       | [ 5 ] |
| 2021 | تاي ايل       | صوت      | أفلام الرسوم المتحركة | [ 6 ] |
| 2022 | كودا          | راوي     |                       | [ 7 ] |
| 2022 | صيد الذئب     | دو ايل   |                       | [ 8 ] |

### مسلسلات تلفزيونية
| عام  | عنوان                       | الدور                 | قناة البث    | ملاحظات                                 | مرجع   |
| ---- | --------------------------- | --------------------- | ------------ | --------------------------------------- | ------ |
| 2016 | تطوير لعبة فتيات            | جوم جاي بال           | نايفر تي في  | سلسلة ويب                               | [ 9 ]  |
| 2016 | شهادة سيلمان                | هان جي هون            | جاي تي بي سي |                                         | [ 9 ]  |
| 2017 | الحمى الخضراء               | سيونغ تشان            | نايفر تي في  | سلسلة ويب                               | [ 9 ]  |
| 2017 | المدرسة 2017                | سونغ داي هوي          | كي بي إس 2   |                                         | [ 9 ]  |
| 2017 | دراما خاصة                  | أوم جيسوك             | كي بي إس 2   | الحلقة: "لو كنا مواسم"                  | [ 9 ]  |
| 2017 | دراما مسرح                  | جوليان                | تي في إن     | الحلقة: "حياة مساعد المدير بارك الخاصة" | [ 9 ]  |
| 2018 | قصيدة في اليوم              | شين مين هو            | تي في إن     |                                         | [ 9 ]  |
| 2018 | السيد المشرق                | جون يونغ              | تي في إن     |                                         | [ 9 ]  |
| 2018 | فقط ارقص                    | كوون سيونج تشان       | كي بي اس 2   |                                         | [ 9 ]  |
| 2019 | حكاية نوكود                 | جون نوك دو / ليدي كيم | كي بي اس 2   |                                         | [ 9 ]  |
| 2020 | البحث                       | يو دونغ جين           | أو سي إن     |                                         | [ 9 ]  |
| 2021 | جوسون: طارد الأرواح الشريرة | الأمير تشونغنيونغ     | إس بي إس     |                                         | [ 9 ]  |
| 2023 | الواحة                      | لي دو هاك             | كي بي اس 2   |                                         | [ 10 ] |
| 2025 | السرعوف: الخطيئة الأصلية    | تشا سو يول            | اس بي اس     |                                         | [ 11 ] |

### سلسلة ويب
| عام  | عنوان                 | الدور                           | Notes                                    | Ref.          |
| ---- | --------------------- | ------------------------------- | ---------------------------------------- | ------------- |
| 2016 | لعبة تطوير البنات     | جوم جاي بال                     |                                          | [ 12 ]        |
| 2017 | الحمى الخضراء         | بايك سيونغ تشان / جانغ دونغ يون | الكاميو (الحلقة 2 ، 3 ، 7 ، 8 ، 10 ، 11) | [ 13 ] [ 14 ] |
| 2018 | الإدارة العليا        | دونغ يون                        | كاميو (الحلقة 16)                        |               |
| 2022 | ملك الصحراء           | تشون وونغ                       |                                          | [ 15 ]        |
| 2023 | جرعة يومية من التفاؤل | سونغ يو تشان                    |                                          | [ 16 ]        |

## روابط خارجية
- جانغ دونغ يون على موقع IMDb (الإنجليزية)
- جانغ دونغ يون على موقع روتن توميتوز (الإنجليزية)
- جانغ دونغ يون على موقع ألو سيني (الفرنسية)
- جانغ دونغ يون على موقع قاعدة بيانات الفيلم (الإنجليزية)